# Rhotana stigmosa
Rhotana stigmosa är en insektsart som beskrevs av Bernhard Zelazny 1981. Rhotana stigmosa ingår i släktet Rhotana och familjen Derbidae. Inga underarter finns listade i Catalogue of Life.